# Satu Nou (Schitu Duca), Iași
Satu Nou este un sat în comuna Schitu Duca din județul Iași, Moldova, România.